# Mp7
MP7 (fra tysk: Maschinenpistole 7) er en PDW udviklet af den tyske våbenfabrikant Heckler & Koch i 1989-2001. MP7 serien er kaliberet til HK 4.6x30 ammunition. 
MP7 blev designet efter NATOs krav til en PDW der kunne gennemtrænge fjendes nye og bedre skudsikreveste. MP7 en en direkte rival til FN P90 som også opfylder NATOs krav.